# CD Trofense
Clube Desportivo Trofense – portugalski klub piłkarski z siedzibą w Trofie.

## Historia
Clube Desportivo Trofense został założony we wrześniu 1930 roku. W sezonie 2005/2006 zespół występował w trzeciej lidze. Udało mu się zakwalifikować do baraży o awans do drugiej ligi, w którym CD Trofense zwyciężyło z drużyną AD Lousada dopiero po 20 seriach rzutów karnych. W rozgrywkach 2007/2008 klub po raz pierwszy w historii zwyciężył w rozgrywkach Liga de Honra i awansował do portugalskiej ekstraklasy. Jak na razie jest to największy sukces ekipy z Trofy. Obecnie klub gra na trzecim poziomie ligowym w Liga 3.

## Reprezentanci kraju grający w klubie
- Marco Abreu
- Dédé
- Hernani Borges